# Nani Roma
Juan Roma Cararach, meglio noto come Nani Roma (Folgueroles, 17 febbraio 1972) è un pilota di rally e pilota motociclistico spagnolo ritiratosi dall'attività agonistica, specializzato nei rally raid.

## Carriera

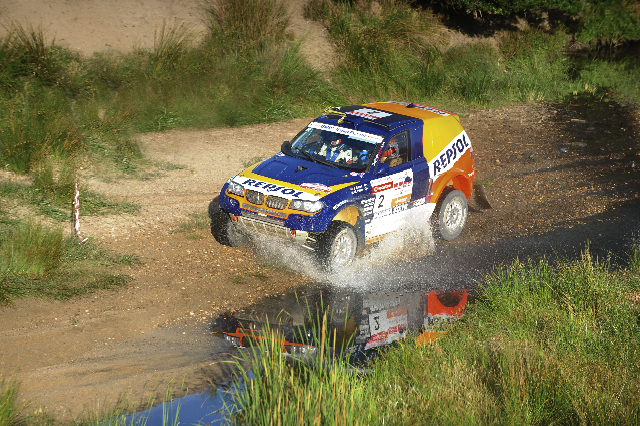
Roma al Baja España 2009

vincitore di un Rally Dakar con le moto, nel 2004, e uno con le auto, nel 2014.
Nani Roma, il cui vero nome è Juan Roma Cararach, ha iniziato la carriera correndo nella categoria enduro nei primi anni novanta, diventando campione d'Europa senior nel 1994.
Nel 1996 partecipa per la prima volta alla Dakar, vincendo anche una tappa. Nel 1997 è campione nazionale di Spagna di enduro ma continua a partecipare al Rally Dakar fino a quando lo vince con una KTM nel 2004.
Primo spagnolo a vincere la gara in moto, successivamente è passato alle auto, gareggiando con un'auto Mitsubishi.
Dopo che il team ufficiale BMW, il Monster Energy-X-Raid, non lo aveva portato tra i suoi piloti alla Dakar 2011 (aveva trovato comunque all'ultimo momento un volante per un altro team), porterà in gara la Mini All 4 Racing nell'edizione 2012 del rally raid sudamericano.
Nel 2014 otterrà il successo al Rally Dakar anche tra le autovetture, divenendo uno dei pochi piloti ad esserci riuscito. Nel 2025, pur classificandosi molto indietro, ottiene la prima vittoria di tappa per Ford M-Sport.

## Risultati

### Rally Dakar
| Anno | Classe | Scuderia                   | Vettura                      | Pos. | TV |
| ---- | ------ | -------------------------- | ---------------------------- | ---- | -- |
| 1996 | Moto   | Nani Roma                  | KTM LC4                      | Rit  | 0  |
| 1997 | Moto   | Nani Roma                  | KTM LC4                      | Rit  | 0  |
| 1998 | Moto   | KTM Austria                | KTM LC4                      | Rit  | 1  |
| 1999 | Moto   | KTM Austria                | KTM LC4                      | Rit  | 1  |
| 2000 | Moto   | KTM Factory Team           | KTM LC4                      | 17º  | 4  |
| 2001 | Moto   | BMW Motorrad               | BMW F900 GS Dakar            | Rit  | 3  |
| 2002 | Moto   | Telefonica Repsol          | KTM LC4 660R                 | Rit  | 1  |
| 2003 | Moto   | Telefonica Repsol          | KTM LC4 660R                 | Rit  | 1  |
| 2004 | Moto   | Repsol KTM                 | KTM LC4 660R                 | 1º   | 2  |
| 2005 | Auto   | Mitsubishi Ralliart        | Mitsubishi Pajero Evolution  | 6º   | 0  |
| 2006 | Auto   | Mitsubishi Ralliart        | Mitsubishi Pajero Evolution  | 3º   | 0  |
| 2007 | Auto   | Repsol Mitsubishi Ralliart | Mitsubishi Pajero Evolution  | 13º  | 0  |
| 2009 | Auto   | Repsol Mitsubishi Ralliart | Mitsubishi Pajero Evolution  | 10º  | 1  |
| 2010 | Auto   | Team X-raid                | BMW X3 CC                    | Rit  | 1  |
| 2011 | Auto   | Monster X-raid Team        | BMW X3 CC                    | Rit  | 0  |
| 2012 | Auto   | Monster Energy X-raid Team | Mini ALL4 Racing             | 2º   | 3  |
| 2013 | Auto   | Monster Energy X-raid Team | Mini ALL4 Racing             | 4º   | 4  |
| 2014 | Auto   | Monster Energy X-raid Team | Mini ALL4 Racing             | 1º   | 2  |
| 2015 | Auto   | Monster Energy X-raid Team | Mini ALL4 Racing             | Rit  | 1  |
| 2016 | Auto   | Axion X-raid Team          | Mini ALL4 Racing             | 6º   | 0  |
| 2017 | Auto   | Overdrive Toyota           | Toyota Hilux                 | 4º   | 0  |
| 2018 | Auto   | X-raid Team                | Mini ALL4 Racing             | Rit  | 0  |
| 2019 | Auto   | X-raid Team                | Mini John Cooper Works Rally | 2º   | 0  |
| 2020 | Auto   | Borgward Rally Team        | Borgward BX7 Evo             | 27º  | 0  |
| 2021 | Auto   | Bahrain Raid Xtreme        | BRX Hunter                   | 5º   | 0  |
| 2022 | Auto   | Bahrain Raid Xtreme        | BRX Hunter                   | 52º  | 0  |
| 2024 | Auto   | Ford M-Sport               | Ford Ranger                  | 44°  | 0  |
| 2025 | Auto   | Ford M-Sport               | Ford Raptor T1+              | 106° | 1  |

### W2RC
| Anno | Scuderia     | Vettura         | 1        | 2   | 3      | 4   | 5   | Pos. | Punti |
| ---- | ------------ | --------------- | -------- | --- | ------ | --- | --- | ---- | ----- |
| 2022 | Prodrive     | BRX Hunter T1+  | DAK 3618 | ABU | MAR    | AND |     | 16°  | 18    |
| 2025 | Ford M-Sport | Ford Raptor T1+ | DAK 348  | ABU | SUD 62 | ULT | MAR |      | 28    |

## Palmarès

### Successi
- 2 vittorie alla Sei Giorni Internazionale di Enduro: moto (1994 e 1999)
- 6 vittorie al Baja España-Aragón: 4 in moto (1995, 1997, 1999 e 2001), tutte su KTM e due in auto (2005 su Mitsubishi e 2009 su BMW)

### Moto
1999
- al Italian Baja

2002
- al Rally di Tunisia

### Auto
2006
- al Rally Transibérico

2007
- al Rally Transibérico
- al Baja España-Aragón

2008
- al Baja España-Aragón

2009
- al Baja España-Aragón

2011
- al Rally di Tunisia su BMW X3 del team X-Raid